# Долло, Луи
Луи Антуан Мари Жозеф Долло́ (фр. Louis Antoine Marie Joseph Dollo; Лилль, 7 декабря 1857 — 19 апреля 1931) — бельгийский палеонтолог, ставший известным благодаря своим работам по изучению динозавров. Создатель закона о необратимости эволюционных процессов, названного впоследствии в его честь. Вместе с австрийским учёным Отенио Абелем, один из основателей принципов палеобиологии.
Член Геологического общества Лондона, а также иностранный член-корреспондент Академии наук СССР (с 1928 года). Лауреат медали Мурчисона (1912 год).

## Юность
Луи Долло родился 7 декабря 1857 года в Лилле, Франция, в семье бретонцев. Луи закончил Центральную школу Лилля. Преподававшие там Жюль Госселе и Альфред Матьё Жиар оказали большое влияние на юного Долло. В 1877 году Луи Долло заканчивает школу, получив профессию инженера. Последующие пять лет работа Долло была связана с горным делом. Одновременно с этим Долло начал заниматься палеонтологией.

## Карьера палеонтолога
Начиная с 1878 года на протяжении трёх лет Луи Долло руководит раскопками ископаемых остатков игуанодонта, найденного в районе бельгийской коммуны Берниссар. Тогда же он решил посвятить себя изучению динозавров, в качестве области научных изысканий, пытаясь поначалу совмещать своё увлечение с работой в горнодобывающей сфере. В 1882 году Долло стал ассистентом в Королевском Бельгийском институте естественных наук. Также к тому моменту Долло стал членом Лилльского научного общества и Лондонского геологического общества.
С 1882 по 1885 год Луи Долло работал над реконструкцией скелетов игуанодонта, пытаясь собрать скелет стоящего на задних лапах динозавра. В своей работе учёный активно сотрудничал со своим бывшим преподавателем — Альфредом Матье Жиаром, а также другими учеными из Университета Лилля — Северной Франции и Бельгийского Королевского института. Первая подобная реконструкция была собрана в здании заброшенной церкви, которую Долло использовал в качестве мастерской. Двенадцать таких реконструкций позднее были выставлены в музее естественных наук, принадлежащем Королевскому институту.
В 1893 году Луи Долло сформулировал закон о необратимости эволюционных процессов, позднее получивший название «Закона Долло». Согласно гипотезе учёного, однажды утраченный в процессе эволюционного развития орган или признак не восстановится в процессе последующего филогенетического развития.
В 1909 году Луи Долло начал преподавать палеонтологию в Брюссельском свободном университете.
В 1912 года за свои достижения в области геологии и палеонтологии был награждён медалью Мурчисона.
В честь Луи Долло был назван один из видов антарктических рыб — длинноплавнико́вая борода́тка, или длинноплавнико́вый доллоидра́ко (лат. Dolloidraco longedorsalis)

## Работы

### Классификации животных
- Hypsilophodontidae, 1882,
- Boulengerina[англ.], 1886,
- Cryptodires Eurysternidae[англ.], 1886,
- Iguanodontia-Iguanodon bernissartensis, 1888,
- Iguanodontia-Iguanodon mantelli, 1888,
- Prognathodon, 1889,
- Bathydraconidae Gerlachea australis, 1900,
- Bathydraconidae Racovitzia glacialis, 1900,
- Bathydraconidae scotiae, 1906,
- Macrourinae[фр.] Cynomacrurus, 1909,
- Elapidae,
- Dyrosauridae.

### Научные труды
- Louis Dollo (1882), «Première note sur les dinosauriens de Bernissart». Bulletin du Musée Royal d’Histoire Naturelle de Belgique 1: 161—180.
- Louis Dollo (1883), «Note sur les restes de dinosauriens rencontrés dans le Crétacé Supérieur de la Belgique». Bulletin du Musée Royal d’Histoire Naturelle de Belgique 2: 205—221.
- Louis Dollo (1891), "La vie au sein des mers : la faune marine et les grandes profondeurs, les grandes explorations sous marines, les conditions d’existence dans les abysses, la faune abyssale, in: Bibliothèque scientifique contemporaine.
- Louis Dollo (1892), "Sur le «Lepidosteus suessoniensis», in: Bulletin scientifique de la France et de la Belgique.
- Louis Dollo (1892), «Sur la morphologie des côtes», in: Bulletin scientifique de la France et de la Belgique.
- Louis Dollo (1892), «Sur la morphologie de la colonne vertébrale», in: Bulletin scientifique de la France et de la Belgique.
- Louis Dollo (1899), «Première note sur les mosasauriens de Maestricht», Bulletine. Soc. belge Geol. Pal. Hydr., Vol.4.
- Louis Dollo (1899), Альфред Жиар, «Les ancêtres des Marsupiaux étaient-ils arboricoles ?», Station Zoologique de Wimereux.
- Louis Dollo (1903), «Les Ancêtres des mosasauriens», in: Bulletin scientifique de la France et de la Belgique.
- Louis Dollo (1904), Expédition antarctique belge (1897—1899); résultats du voyage du S. Y. Belgica en 1897—1898 — 1899 sous le commandement de A. de Gerlache de Gomery; rapports scientifiques : Zoologie : Poissons. Antwerp: J.-E. Buschmann.
- Louis Dollo (1905), «Les Dinosauriens adaptés à la vie quadrupède secondaire.» Bulletine. Soc. belge Geol. Pal. Hydr., 19: 441—448.
- Louis Dollo (1910), La Paléontologie éthologique.

Переводы, сделанные Луи Долло
- Джон Тиндаль, Les Microbes (1882)
- Рудольф Хёрнс, Manuel de paléontologie (1886)
- Краузе Вильгельм, Manuel d’anatomie humaine (1887-89)

Переопубликованные работы Луи Долло
- Стивен Джей Гулд (1970), «Dollo on Dollo’s Law: Irreversibility and the Status of Evolutionary Laws», Journal of the History of Biology / 3, No.2:189-212.
- Стивен Джей Гулд, ed. (1980), Louis Dollo’s papers on paleontology and evolution, Original Anthology, New York, Arno Press, 1980
- David B. Weishampel and Nadine M. White, eds. (2003) The Dinosaur Papers, Washington: Smithsonian Institution Books.
- Эдвард Дринкер Коп (1886), «Schlosser on Creodonta and Phenacodus ; Dollo on extinct tortoises», Amer. Naturalist. 20. 965—968.